# Talor Gooch
Talor Gooch, född 14 november 1991 i Midwest City i Oklahoma, är en amerikansk professionell golfspelare som spelar för Liv Golf. Han har tidigare spelat bland annat på PGA Tour och Korn Ferry Tour.
Gooch har vunnit en PGA-vinst och en Korn Ferry-vinst. Han vann också lagtävlingarna för Liv Golf Invitational Portland och Liv Golf Invitational Bedminster med 4 Aces, tillsammans med landsmännen Dustin Johnson, Pat Perez och Patrick Reed. Det gav honom totalt 1,5 miljoner amerikanska dollar i prispengar utöver de prispengar Gooch fick för att sluta 9:a, 7:a och 10:a individuellt för de första tre spelade deltävlingarna i Liv Golf Invitational Series 2022.
Han studerade vid Oklahoma State University–Stillwater och spelade golf för deras idrottsförening Oklahoma State Cowboys.